# Elmo (heráldica)
Nas realizações heráldicas, o elmo é situado acima do escudo e carrega o virol e o timbre. O estilo do elmo mostrado varia de acordo com o título nobiliárquico e o estatuto social, e estes estilos se desenvolveram ao longo do tempo, a medida que se desenvolviam os atuais elmos militares. Em algumas tradições, especialmente na heráldica alemã e nórdica, dois ou três elmos ( e algumas vezes mais) devem ser usados em um simples brasão de armas, cada um representando um feudo que o portador tem um direito. Por esta razão, os elmos e timbres nas armas alemãs e nórdicas são considerados essenciais ao brasão de armas e nunca separados dele.
Elmos com a viseira aberta ou barrada são tipicamente reservados a altos níveis de nobreza, enquanto a baixa nobreza e burgueses tipicamente assumem elmos fechados. Enquanto essas classificações permanecem relativamente constantes, as formas específicas de todos esses elmos variou e evoluiu ao longo do tempo. A evolução desses elmos heráldicos seguiu a evolução das técnicas de combate e duelo na Idade Média. A prática de uma classificação indicativa através da exibição dos elmos barrados ou de viseira aberta não apareceu até por volta de 1615, entretanto, muito tempo depois essa prática de heráldica foi estabelecida.  Como o duelo com lanças foi substituído pelo torneio com maças, o objeto sendo para bater na crista do oponente fora de seu elmo, o elmo completamente fechado deu preferência aos elmos com abertura visual ampliada com poucas barras para proteger a face. Esses elmos barrados foram restritos pela chancelaria imperial em Viena para a nobreza e certos legum doctors ou doutores em teologia, enquanto que o elmo de duelo foi livremente adotado por qualquer pessoa. A direção que o elmo olha e o número de barras na grade atribuiu significância em manuais tardios, mas isso não é uma prática da época. Um elmo de rei, um elmo dourado de frente com a viseira levantada, coroado com uma coroa real, tornou-se adotado pelos reis da Prússia. Na heráldica eclesiástica, bispos e outros clérigos usam uma mitra ou outro chapéu eclesiástico apropriado no lugar de um elmo.
Historicamente, contudo, o elmo não foi especificamente concedido em uma realização de armas, mas foi naturalmente adotado pela classificação apropriada como uma questão de "direito inerente", dessa forma um elmo com virol e paquife não poderia ser extraviado mesmo acima de um escudo que não tinha timbre para colocar acima dele. Quando múltiplos timbres precisam ser retratados, a prática honrada na heráldica inglesa é desenhar os timbres acima de um simples elmo, cada um sendo separado dele, enquanto na heráldica alemã, onde múltiplos timbres aparecem frequentemente depois do século XVI, cada timbre é sempre tratado como inseparável de seu próprio elmo e modificado em concordância com o elmo. Na Europa Continental, múltiplos elmos foram geralmente modificados no interior, com o elmo central (se um número ímpar) modificado de frente, enquanto na heráldica escandinava os elmos foram geralmente modificados na aparência exterior. As armas dos últimos marqueses do Brandenburg-Ansbach consistem de um escudo com 21 quartéis encimados com um registro de treze elmos e timbres.
O uso de elmos heráldicos na Grã-Bretanha é o seguinte: elmo dourado com barras para a Família Real; elmo prata com barras douradas para pares; elmo de aço com barras douradas para os barões escoceses de não-pariato; elmo de aço aberto mostrado de frente para cavaleiros e baronetes; elmo de torneio de aço para chefes de clãs escoceses; elmo de aço fechado para escudeiros e gentil-homens.

## Galeria

### Geral

Elmo aberto ou barrado, reservado para membros da nobreza
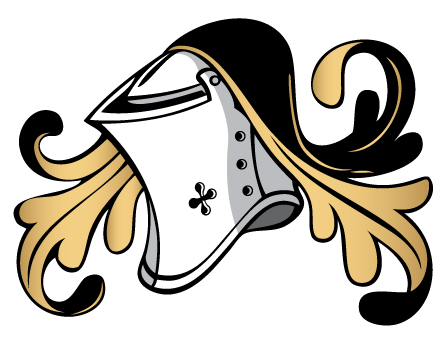
Elmo fechado ou inclinado, usado por cavaleiros medievais, também adotado por escudeiros ingleses e gentil-homens, assim como nas armas burguesas

### Eclesiástica
Na Igreja Católica, clérigos intitulados a um brasão de armas usam um galero ao invés de um elmo, que é considerado também beligerante para homens de ordens sagradas.

Galero gules com quinze borlas por lado, usado por cardeais no lugar de um elmo (e cruz patriarcal)
Galero vert com dez borlas por lado, usado por arcebispos no lugar de um elmo (e cruz patriarcal)
Galero vert com seis borlas por lado, usado por bispos no lugar de um elmo (and single-barred cross)
Galero sable com uma borla por lado (e escudo vazio), usado por sacerdotes armígeros no lugar de um elmo

## Ligações internas
- Media relacionados com Elmo (heráldica) no Wikimedia Commons